# 東海大学平和戦略国際研究所
東海大学平和戦略国際研究所（とうかいだいがくへいわせんりゃくこくさいけんきゅうじょ）は、東海大学の附置研究所の一つで、2016年（平成28年）に設立。所長は元外交官・駐ロシア特命全権大使の上月豊久。

## 概要
人文・社会科学・自然科学・医学の枠組みを越えた学際的な視点から、グローバル社会の平和維持・構築に関わるあらゆる国際的、また、グローバルな事象を総合的に研究・検証し、人間の安全保障を強力に推進することにより、グローバル社会の安定と発展に戦略的に寄与することを目的としている。

## 沿革
- 2016年
  - 平和戦略国際研究所を開設。

## 所在地
- 神奈川県平塚市北金目4-1-1